# Inupiluk
Pour plus de détails, voir Fiche technique et Distribution.
Inupiluk est un moyen métrage français réalisé par Sébastien Betbeder, sorti en 2014.
Il a connu deux suites : le court métrage Le Film que nous tournerons au Groenland puis le long métrage Le Voyage au Groenland.

## Synopsis
Inupiluk raconte la rencontre fortuite entre Thomas et Thomas, deux citadins, et Ole et Adam, deux Groenlandais venus découvrir la France.

## Fiche technique
- Titre : Inupiluk
- Réalisation : Sébastien Betbeder
- Scénario : Sébastien Betbeder
- Musique : Roman Dymny
- Photographie : Sébastien Godefroy
- Son : Roman Dymny et Jérôme Aghion
- Montage : Céline Canard
- Société de production : Envie de Tempête Productions
- Pays d'origine :  France
- Langue : français
- Durée : 34 minutes
- Date de sortie : France : 2014

## Distribution
- Thomas Blanchard
- Thomas Scimeca
- Gaëtan Vourc'h
- Ole Eliassen
- Adam Eskildsen

## Distinctions

### Récompenses
- Festival international du court métrage de Clermont-Ferrand 2014 : Prix du public
- Prix Jean-Vigo 2014 : Prix du court métrage
- Festival de cinéma de Rennes Métropole - Travelling 2015 : Prix du Urba[Ciné]

### Nomination
- Césars 2015 : Meilleur court métrage